# Menetus brogniartianus
Menetus brogniartianus är en snäckart som först beskrevs av I. Lea 1842.  Menetus brogniartianus ingår i släktet Menetus och familjen posthornssnäckor. Inga underarter finns listade i Catalogue of Life.